# 버바팀

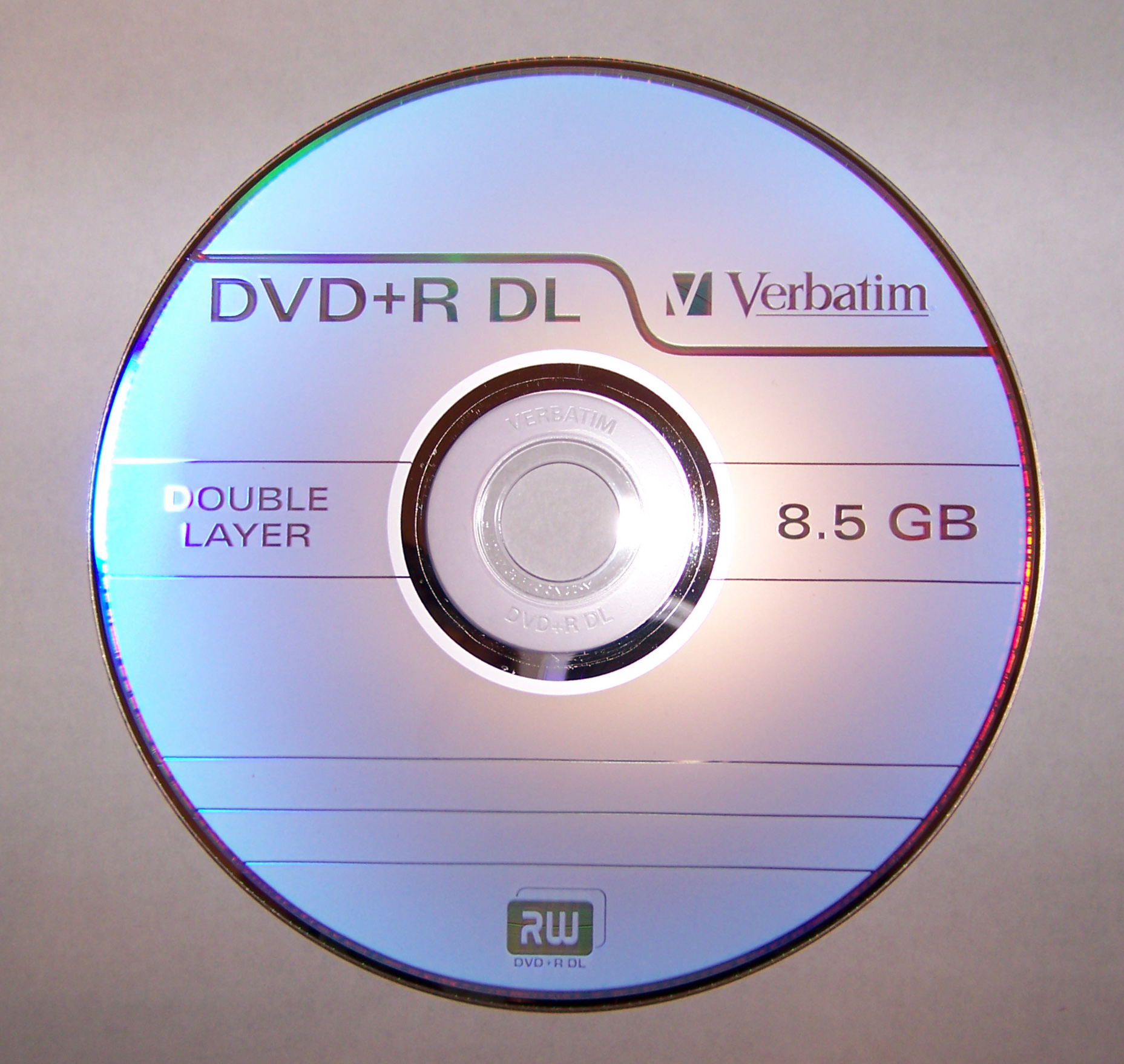

버바팀(Verbatim Corporation) 또는 버베이팀은 미국의 CD, DVD같은 저장미디어와 USB 플래시 드라이브를 생산하는 기업이다. 본사는 미국 노스캐롤라이나주 샬롯에 있다. 1969년 설립되었다. 2019년 6월, 일본의 종합화학사 미쓰비시 케미칼에서 대만의 CMC 마그네틱스 그룹(中環集団)으로 매각되었다.
- 플로피 디스크
- 자기 테이프
- 멀티미디어카드
- SD 카드
- 콤팩트플래시
- CD-R/CD-RW
- DVD-R/DVD-RW/DVD-R DL
- DVD+R/DVD+RW/DVD+R DL
- DVD-RAM
- HD-DVD-R
- BD-R/BD-RE
- USB 플래시 드라이브